# Перша індо-пакистанська війна
Перша індо-пакистанська війна — війна між Індією і Пакистаном через приналежність князівства Джамму та Кашмір. Її іноді називають першою кашмірською війною. Це була перша з чотирьох індо-пакистанських воєн між двома новими незалежними державами. Вона розпочалася в жовтні 1947 року з проникненням пуштунських партизанів у формально незалежну державу Кашмір і закінчилася в січні 1949 року з де-факто поділу Кашміру на індійську та пакистанську адміністративні частини.

## Передісторія
До 1815 року область, нині відома як Джамму та Кашмір, складалася із 22 невеликих князівств (16 індуїстських і 6 мусульманських), частина з них перебувала під контролем еміра Афганістану. Індуїстські князівства управлялись раджпутськими князями, які були васалами імперії Великих Моголів із часів імператора Акбара. Слідом за занепадом імперії Великих Моголів та вторгненням гуркхів гірські князівства потрапили під контроль сикхів Ранджита Сінгха.
Перша англо-сикхська війна (1845—1846) велася між сикхами, що намагалися зміцнитися в Кашмірі, та Ост-Індійською компанією. За Лахорським договором 1846 року сикхи залишали область між річками Біс і Сатледж в обмін на виплату компенсації в розмірі 1,2 мільйонів рупій. Ост-Індійська компанія не мала можливості відразу сплатити цю суму й тому дозволила правителеві сикхів Гулабу Сингху зайняти Кашмір в обмін на списання 750000 рупій із суми виплати. Гулаб Сінгх став першим махараджею утвореного князівства Джамму та Кашмір та заснував династію, яка правила князівством до того часу, коли Індія здобула незалежність у 1947 році.

## Розділ Індії
Припинення британського сюзеренітету над князівствами Індостану супроводжувалося визнанням їх права обирати, приєднатися до індуїстської Індії або мусульманському Пакистану, або взагалі оголосити про незалежність. Ще до остаточного виведення британських військ з Індії правитель князівства Джамму та Кашмір під тиском Індії та Пакистану був змушений погодитися приєднатися до однієї з двох нових незалежних країн. Але у зв'язку необхідністю болісного вибору (адміністративна верхівка князівства складалася з індуїстів, а більшість населення сповідували іслам), махараджа Кашміру Харі Сінгх вирішив заявити про незалежність.
21 жовтня 1947 почалося вторгнення пакистанських напіввійськових формувань із племен пуштун і даріїв (чисельністю близько 2 тисяч чоловік) у Кашмір. Через пару днів була захоплена столиця князівства — Срінагар, і махараджа Харі Сінгх звернувся за допомогою до Делі. Натомість Індія поставила ультимативну умову, що Кашмір повинен приєднатися до Індії для того, щоб отримати допомогу. Махараджа погодився, і уряд Індії визнав приєднання князівства до Індії 27 жовтня. Індійські війська були направлені в Кашмір. Прибулий батальйон сикхів вибив афганців із Срінагара.
Пакистан заявив, що махараджа Кашміру не мав права звертатися до індійської армії, оскільки не спадковий правитель, а є британським призначенцем. Пакистан вирішив вжити заходів у відповідь, але начальник штабу сухопутних військ Пакистану генерал сер Дуглас Грейсі відмовився посилати війська в Кашмір, відмовляючись виконати наказ Мухаммед Алі Джинна, генерал-губернатора Пакистану. Грейсі обґрунтував свою непокору тим, що індійські сили, що перебували в Кашмірі, який свого часу прийняли присягу на вірність королю Георгу VI, і, отже, Грейсі не міг брати участь у військовому конфлікті з індійськими силами. Пакистан, нарешті, все ж зміг послати війська в Кашмір, але на той час індійські війська взяли під контроль приблизно дві третини колишнього князівства. Лише території Гілгіта і Балтистан були зайняті мусульманським племінним ополченням і приєдналися до Пакистану 6 жовтня 1947 року.

## Етапи війни

### Перший етап: початок вторгнення
Пакистан оголосив північну частину князівства своєю територією за назвою Азад Джамму і Кашмір і ввів туди свої війська. Пакистанські війська, дислоковані в прикордонних районах у Музаффарабада і Домеля, швидко розбили племінне ополчення кашмірців (частина солдат-мусульман у прикордонних районах збунтувалися й приєдналися до пакистанців). Метою первісного вторгнення було захоплення контролю над долиною Кашміру, включаючи його головне місто, Срінагар, літньої столиці держави (місто Джамму було зимовою столицею). Однак замість того, щоб рухатися на Срінагар, сили залишалися в захоплених містах у прикордонному регіоні та почали здійснювати грабежі.

### Другий етап: індійська операція в долині Кашмір
Після вступу Індії в конфлікт індійські війська й техніка висунулися в району Срінагара, створили кругову оборону й розбили мусульманське ополчення на околиці міста. Розбиті племінні сили тікали до міст Барамула і Урі, де були розсіяні. Однак у долині в місті Пунч кашмірські війська виявилися заблоковані мусульманами.
У Гілгіті місцеве ополчення підтримало пакистанське вторгнення й установили контроль над цією північною частиною Кашміру. Мусульманські ополченці Чітралу на чолі з місцевим правителем Мехтаром також приєдналися до Пакистану.

### Третій етап: спроба розблокувати Пунч
Індійські сили припинили переслідування племінних сил після повторного захоплення Урі й Барамули й виділили колону для розблокування кашмірських військ у Пунчі. Хоча загін зрештою досягнув Пунча, блокаду зняти не вдалося. Друга колона індійських військ досягнула Котлі та зайняла місто, але незабаром була змушена залишити його, не маючи можливостей для його втримання. Тим часом Мірпур був захоплений мусульманським ополченням 25 листопада 1947 року..

### Четвертий етап: падіння Джангера та напад на Наошеру й Урі
Племінні війська атакували й захопили Джангер. Потім вони безуспішно напали на Наошеру й почали ряд невдалих атак на Урі. На цьому етапі війни лінія фронту стала стабілізуватися, оскільки в регіон прибували все більші індійські сили.

### П'ятий етап: «Операція Виджай»— контратака в Джангера
Індійські війська розпочали контрнаступ на півдні з метою відбити Джангер і Раджаурі. У долині Кашміру племінні сили продовжували атакувати гарнізон Урі. На півночі ополчення Гілгіта зайняло Скарду.

### Шостий етап: індійський весняний наступ 1 травня— 19 травня 1948
У Джангера індійці зустріли запеклий опір мусульманських ополченців, до яких неофіційно приєдналися регулярні пакистанські війська. У долині Кашміру індійці повернули Титвал. Однак ополчення Гілгіта досягло значного прогресу в передгір'ях Гімалаїв, де осадило Лех, захопило Каргил і відкинуло індійську колону від Скарду.

### Сьомий етап: «Операція Гулаб»
Індійці продовжували атакувати в долині Кашміру з напрямком на північ, щоб захопити Керан і долину Гурез. Тут вони також відбили контратаку мусульман на Титвал. У районі Джамму, сили обложених у Пунч спалахнула й тимчасово пов'язані із зовнішнім світом знову. Кашмірська армія змогла захистити Скарду від гілгітських ополченців, але в серпні війська Читрал під командуванням Мату-Уль-Мулька осадили Скарду й за допомогою артилерії захопили місто. Це дозволило гілгітцям почати рух на Ладакх.

### Восьмий етап: «Операція Бізон»
Блокада мусульманами Пунча тривала. Операція «Дак» (качка) — робоча назва для операції зі звільнення перевалу було пізніше змінено на «Бізон». Операція була доручена Генерал-лейтенанту Керіаппе, командувачу Західної армією. Легкі танки «Стюарт» із 7 кавалерійського були в розібраному вигляді перевезені через Срінагар в Балтай, де надлюдськими зусиллями двох з'єднань мадраських саперів працювали вдень і вночі для розширення «ослячої стежки» від Балтай на Зоджі-Ла. Раптова атака 1 листопада з застосуванням техніки була проведена командиром дивізії Тхімайя, який на танку повів за собою війська, за підтримки двох розрахунків 25-фунтовок і розрахунку 3,7-дюймових гірських гаубиць, ворог був розгублений. Незабаром перевал був відбитий індусами і пакистанці відступили до Матаяну. Поки пакистанці билися на Зоджі-Ла і були неактивні у Леха, лехська бригада перейшла в наступ і просунулася від Тхар до Маролу на північний берег Інду і від Чіллінга до Ламаюру і до Каргіль на південному березі. Інший загін просувався вздовж Шайок, очистивши і прикривши Нубра з флангу.
На Зоджі-Ла 77 парашутна бригада почала навмисну атаку на Матаян 13 листопада і Драс 15 листопада. Бригада з'єдналася 24 листопада біля Карго з індійськими військами з Леха, ворог відступив на північ до Скарду..

### Дев'ятий етап: деблокада Пунча
Індійці в даний час почали брати верх у всіх секторах. Пунч був, нарешті, звільнений після облоги протягом року. Сили Гілгіт у Високих Гімалаях, які раніше досягли значного прогресу, були остаточно розбиті. Індійці переслідували Каргіль, але були змушені зупинити через проблеми постачання.

### Десятий етап: припинення вогню
Після тривалих переговорів про припинення вогню була досягнута домовленість обома країнами, які набули чинності. Умови припинення вогню, як це передбачено в резолюції Організації Об'єднаних Націй від 13 серпня 1948 року, були прийняті в ООН 5 січня 1949 року. Це змусило Пакистан вивести свої війська, як регулярні та нерегулярні, дозволяючи при цьому Індії підтримувати мінімальну чисельність своїх сил у державі, щоб зберегти закон і порядок. Індійські втрати були 1500 убитих і 3500 поранених, тоді як втрати в Пакистані були 6000 убитих і 14 000 поранених. 27 липня 1949 року було установлено лінію припинення вогню. Більша частина Кашміру залишилась за Індією, північно-західні та західні райони опинилися під контролем Пакистану. У липні 1952 року між махараджою Кашміру та Індією було укладено Делійський угоду, за якою Кашмір увійшов до складу Індії на правах штату (Джамму і Кашмір). 17 листопада 1956 Установчі збори Кашміру прийняли конституцію, у яку було включено положення про те, що Кашмір є складовою частиною Республіки Індії. Уряд Індії вважав питання вирішеним, проте пакистанський уряд наполягав на проведені референдуму.

### Карти

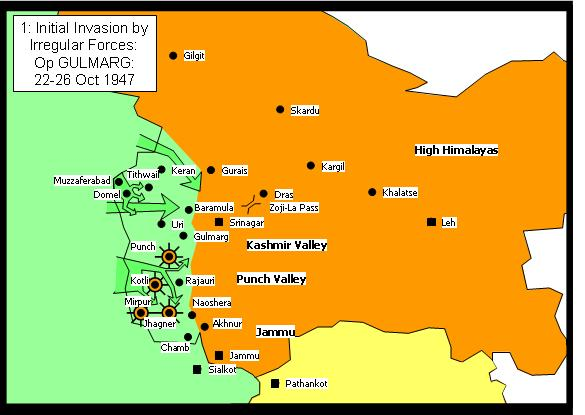
Перший етап
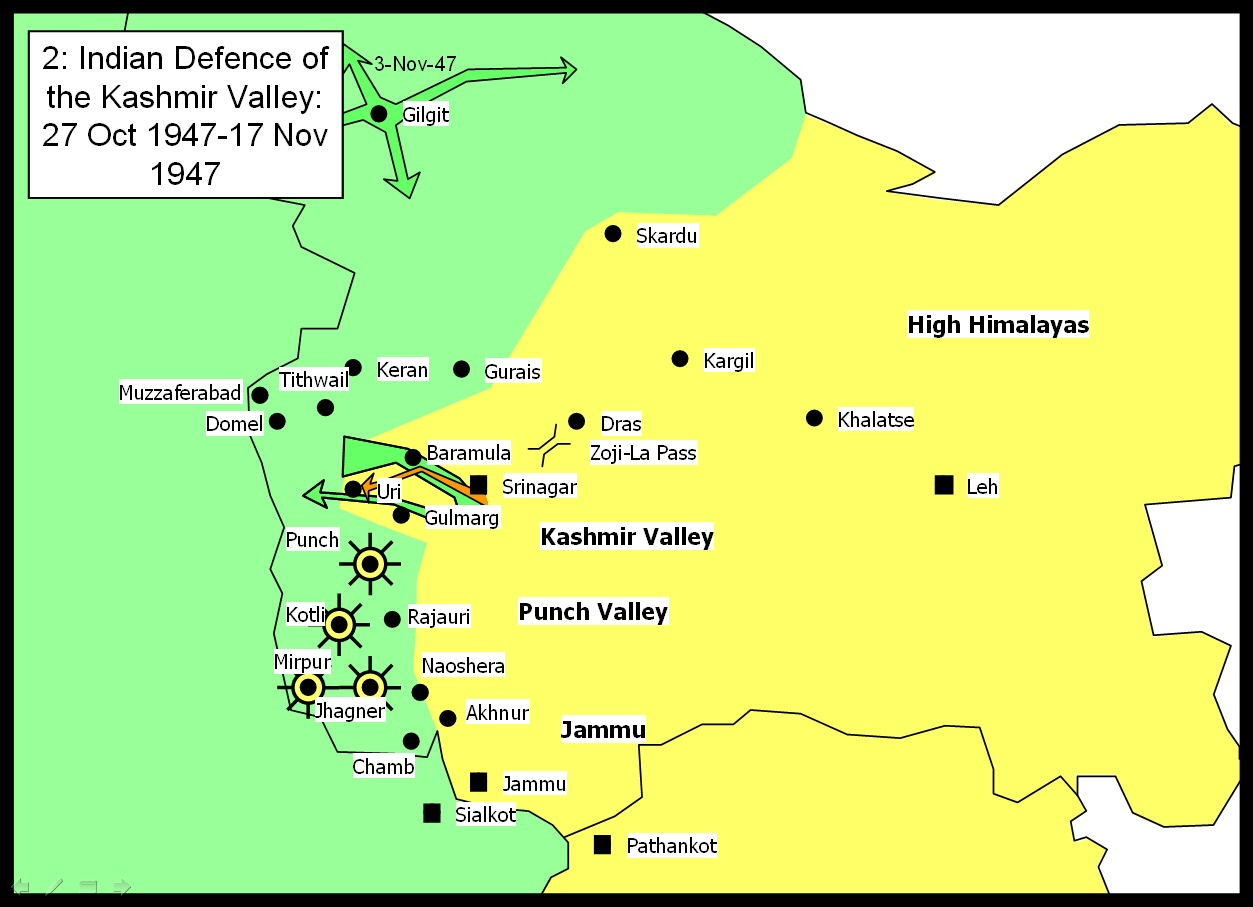
Другий етап
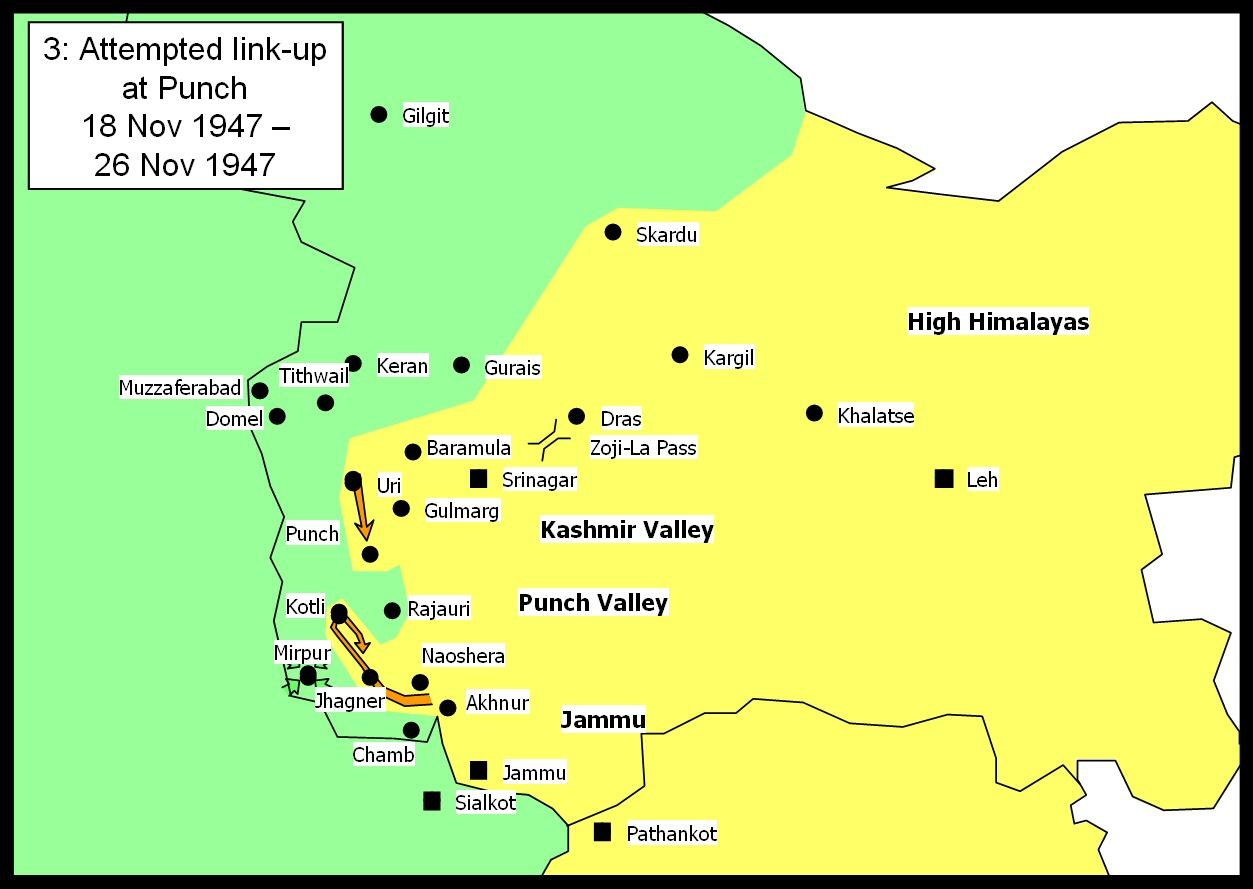
Третій етап
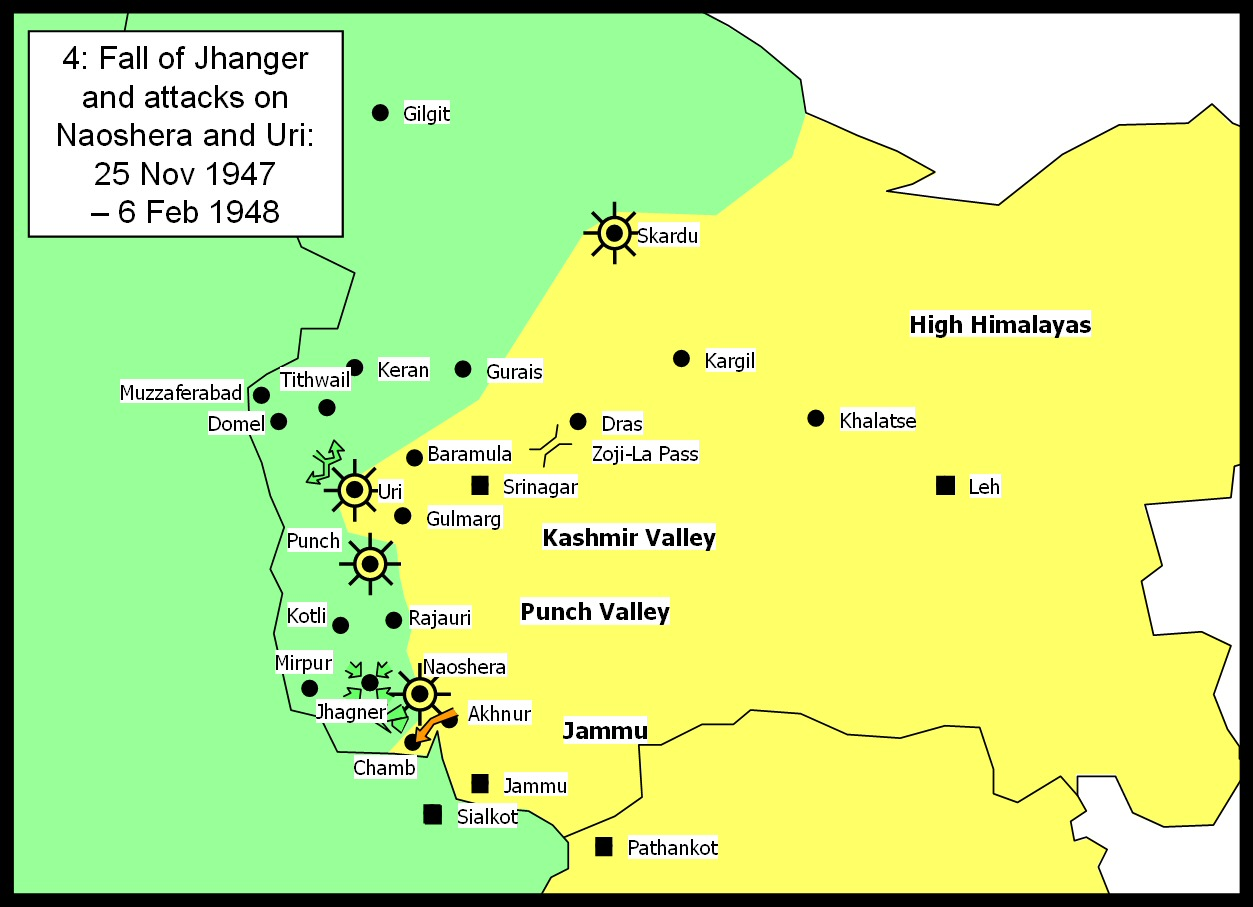
Четвертий етап
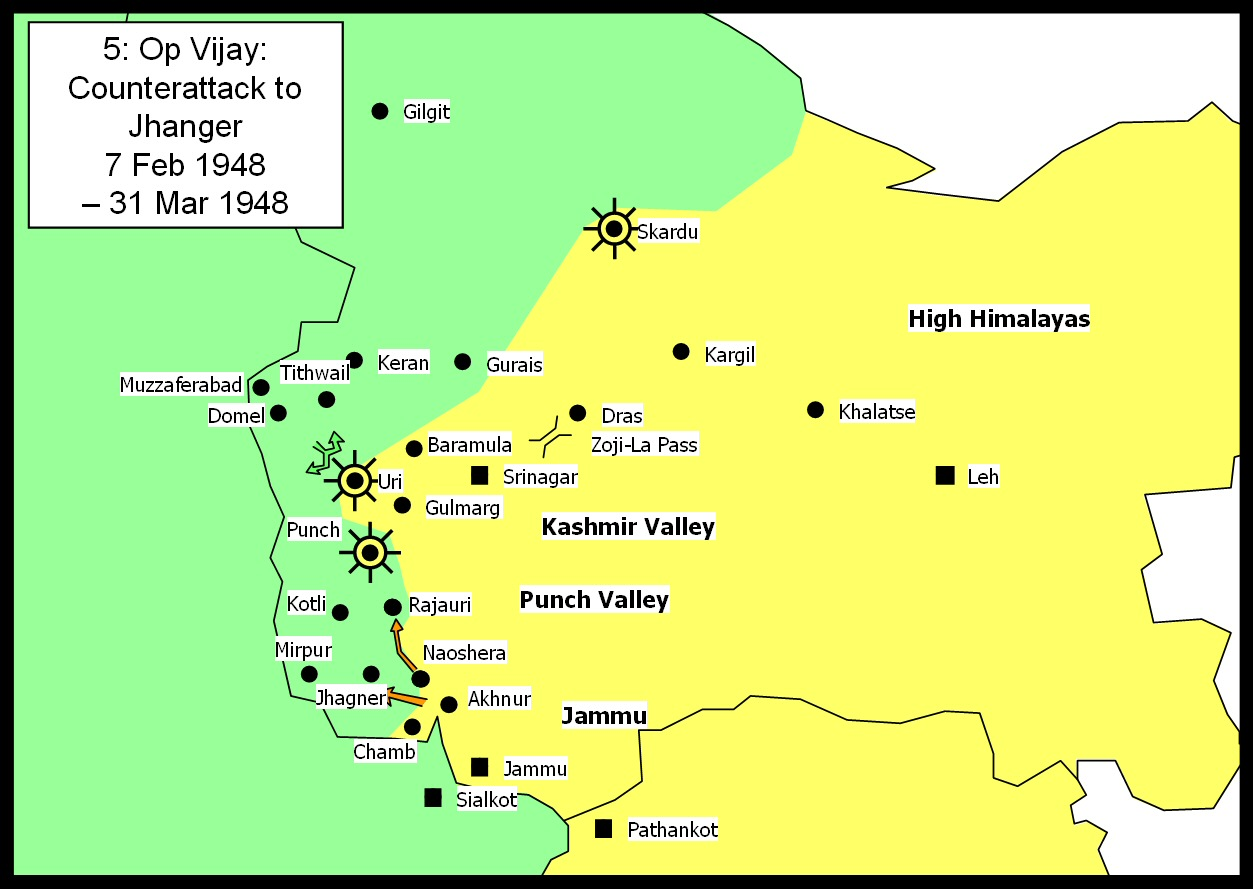
П'ятий етап
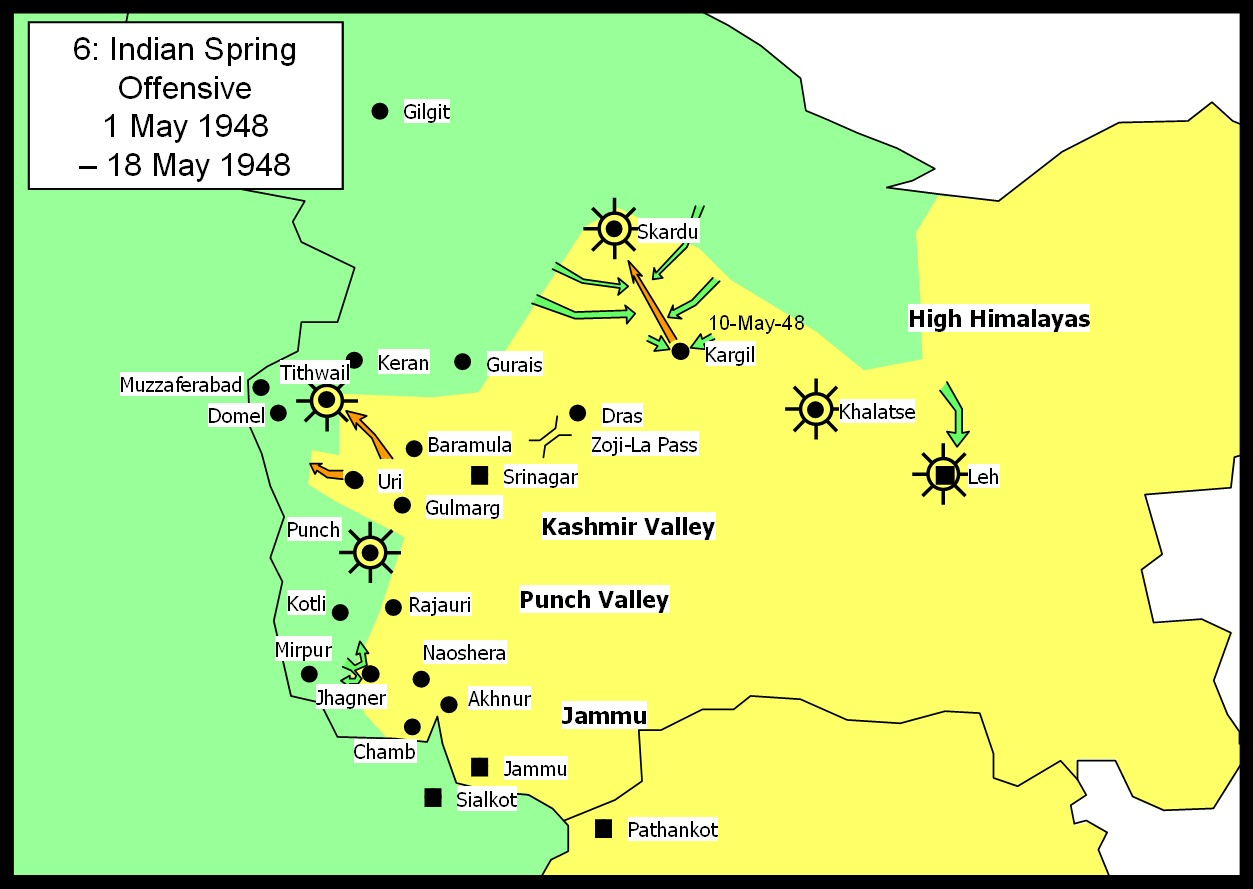
Шостий етап
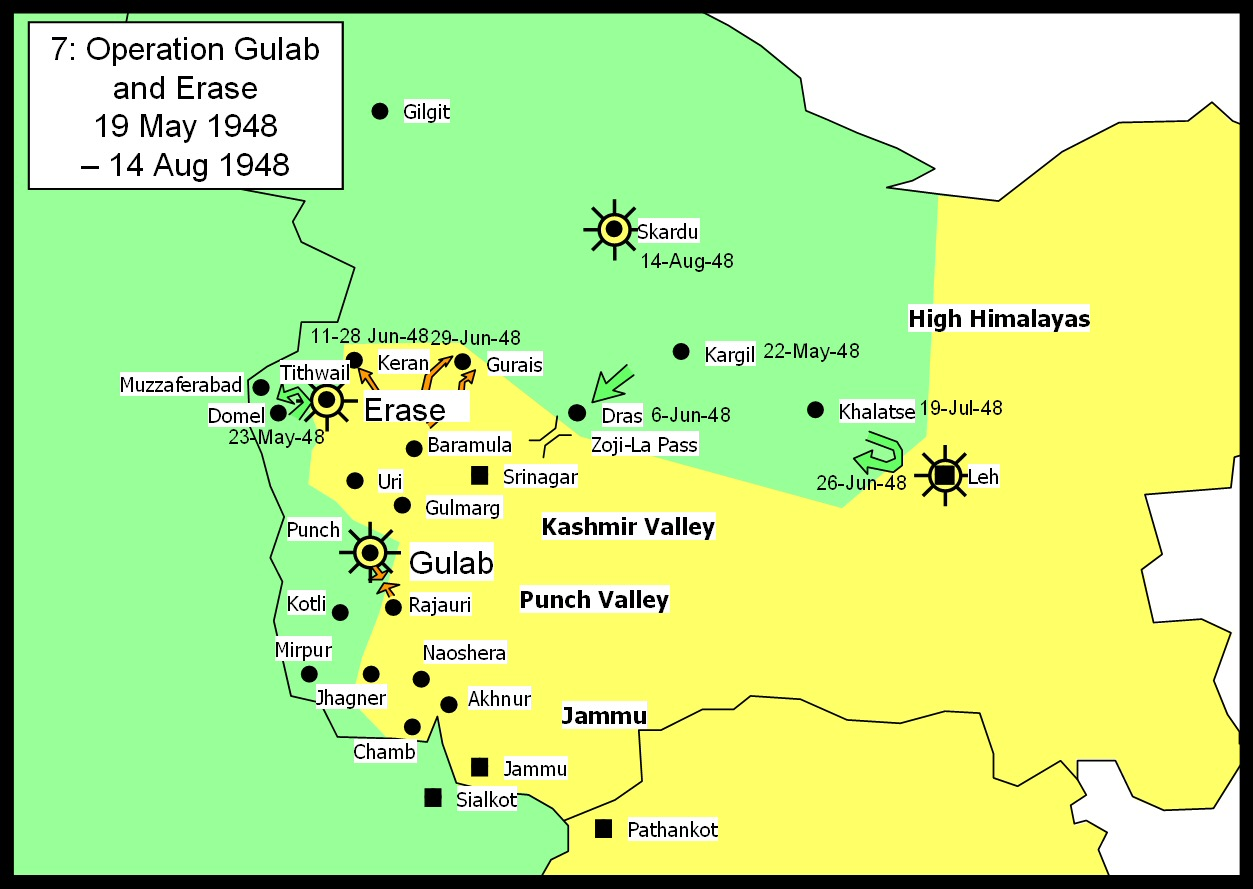
Сьомий етап
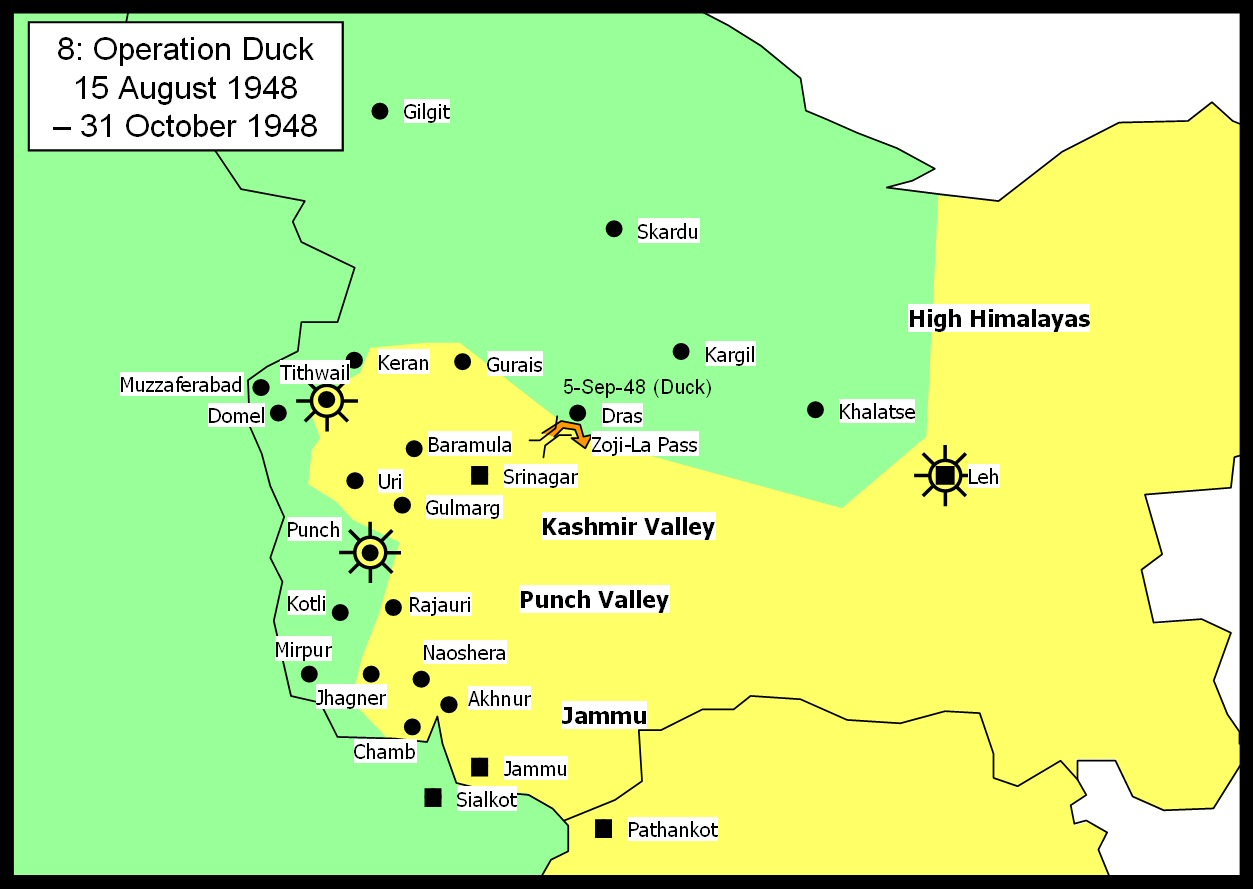
Восьмий етап
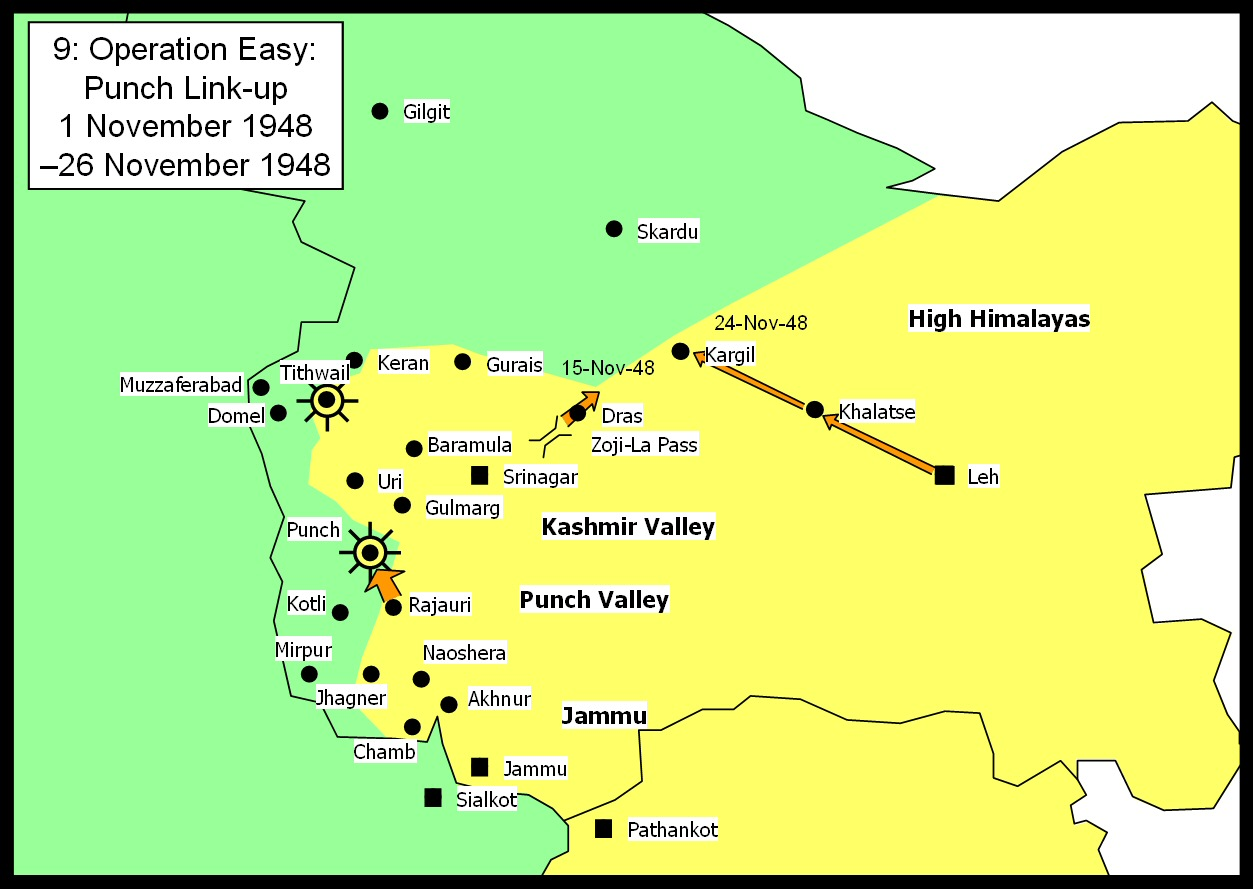
Дев'ятий етап
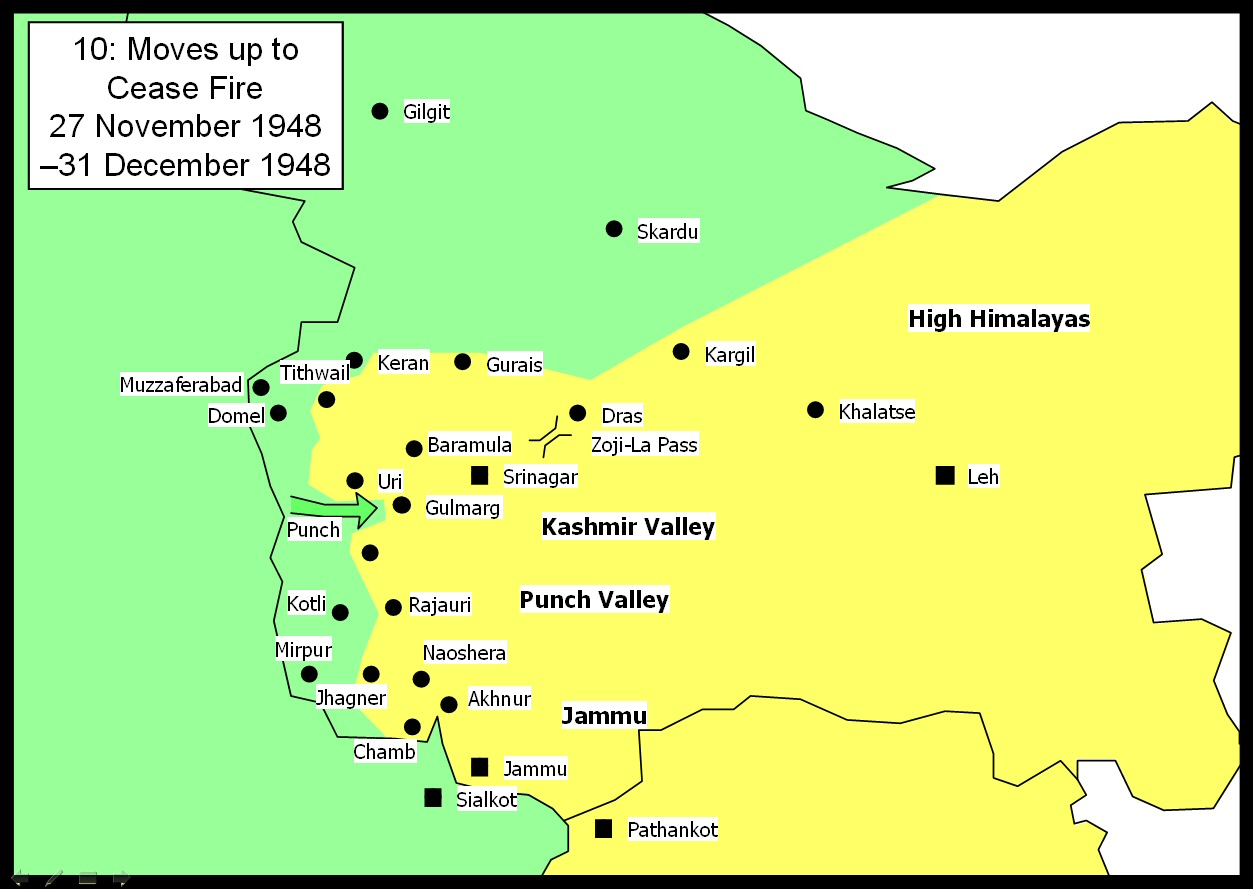
Десятий етап